# Салоний II
Салоний II (лат. Salonius II; VI век) — епископ Женевы во второй половине VI века.

## Биография
Салоний II — один из глав Женевской епархии, упоминания о которых отсутствуют в средневековых списках местных епископов (например, в наиболее раннем из сохранившихся средневековых списков глав местной епархии, созданном в XI веке при епископе Фредерике), но которые зафиксированы в современных им исторических источниках.
О происхождении и ранних годах жизни Салония II сведений не сохранилось. Точно неизвестно и когда он получил епископскую кафедру в Женеве. Предполагается, что Салоний II мог стать епископом или около 563 года или около 567 года. Предыдущим достоверно известным главой Женевской епархии был живший в середине VI века Паппул I.
Салоний II упоминается как участник двух синодов иерархов Франкского государства: в 570 году он присутствовал на церковном соборе в Лионе, а в 573 году участвовал в синоде в Париже. Епископ Женевы собственноручно подписался под актами обоих соборов.
Предполагается, что Салоний II мог быть автором комментариев на «Книгу Притчей Соломоновых» и на «Книгу Екклесиаста».
О дальнейшей судьбе Салония II ничего не известно. Следующим после него главой Женевской епархии, упоминавшимся в современных ему источниках, был Кариеттон, первое свидетельство о котором относится к 584 году.